# Ола (Арканзас)
Ола (енгл. Ola) град је у америчкој савезној држави Арканзас.

## Демографија
По попису из 2010. године број становника је 1.281, што је 77 (6,4%) становника више него 2000. године.
| Група             | 2000.       | 2010.         |
| Белци             | 977 (81,1%) | 1.013 (79,1%) |
| Афроамериканци    | 5 (0,4%)    | 7 (0,5%)      |
| Азијати           | 3 (0,2%)    | 7 (0,5%)      |
| Хиспаноамериканци | 203 (16,9%) | 231 (18,0%)   |
| Укупно            | 1.204       | 1.281         |